# Pakur (Distrikt)
Pakur ist ein Distrikt im indischen Bundesstaat Jharkhand. 
Die Fläche beträgt 1811 km². Verwaltungssitz ist die gleichnamige Stadt Pakur. 

## Geschichte
Bevor der Distrikt 1994 gegründet wurde, war er Teil des Distrikts Sahibganj.

## Bevölkerung

### Übersicht
Die Einwohnerzahl lag bei 900.422 (2011). Die Bevölkerungswachstumsrate im Zeitraum von 2001 bis 2011 betrug 28,33 % und lag damit sehr hoch. Pakur hat ein Geschlechterverhältnis von 989 Frauen pro 1000 Männer und damit einen für Indien häufigen Männerüberschuss. Der Distrikt hatte 2011 eine Alphabetisierungsrate von 48,82 %, eine Steigerung um knapp 18 Prozentpunkte gegenüber dem Jahr 2001. Die Alphabetisierung liegt damit allerdings immer noch weit unter dem nationalen Durchschnitt und gehört zu den niedrigsten des gesamten Landes. Knapp 45,6 % der Bevölkerung sind Hindus, ca. 35,9 % sind Muslime, ca. 8,4 % sind Christen und ca. 10,1 % gaben keine Religionszugehörigkeit an oder praktizierten andere Religionen. Der Distrikt hat einen hohen Anteil an Adivasi und Stammesbevölkerung. 19,7 % der Bevölkerung sind Kinder unter 6 Jahre.

### Bevölkerungsentwicklung
In den ersten Jahrzehnten des 20. Jahrhunderts wuchs die Bevölkerung nur relativ schwach. Dies wegen Seuchen, Krankheiten und Hungersnöten. Seit der Unabhängigkeit Indiens hat sich die Bevölkerungszunahme beschleunigt. Während die Bevölkerung in der ersten Hälfte des 20. Jahrhunderts um rund 29 % zunahm, betrug das Wachstum zwischen 1961 und 2011 159 %. Die Bevölkerungszunahme zwischen 2001 und 2011 lag bei 28,33 % oder rund 199.000 Menschen. Die Entwicklung verdeutlichen folgende Tabellen:
| Jahr      | 1901    | 1911    | 1921    | 1931    | 1941    | 1951    | 1961    | 1971    | 1981    | 1991    |
| Einwohner | 215.587 | 224.304 | 214.299 | 244.945 | 266.956 | 277.421 | 347.012 | 403.078 | 464.154 | 564.253 |

### Bedeutende Orte
Im Distrikt gibt es nebst dem Hauptort Pakur (Pakaur) mit Kumarpur, Raghunandanpur und Sagarmpur laut der Volkszählung 2011 nur drei weitere Orte, die als Städte (towns und census towns) gelten. Dies widerspiegelt den geringen Anteil an städtischer Bevölkerung im Distrikt. Denn nur 67.512 der 900.422 Einwohner oder 7,50 % leben in städtischen Gebieten.

### Volksgruppen
In Indien teilt man die Bevölkerung in die drei Kategorien general population, scheduled castes und scheduled tribes ein. Die scheduled castes (anerkannte Kasten) mit (2011) 28.469 Menschen (3,16 Prozent der Distriktsbevölkerung) werden heutzutage Dalit genannt (früher auch abschätzig Unberührbare betitelt). Die scheduled tribes sind die anerkannten Stammesgemeinschaften mit (2011) 379.054 Menschen (42,10 Prozent der Distriktsbevölkerung), die sich selber als Adivasi bezeichnen. Zu ihnen gehören in Jharkhand 32 Volksgruppen. Pakur gehört zu denjenigen Bezirken, in denen die scheduled tribes stark vertreten sind. Mehr als 5000 Angehörige zählen die Santal (317.992 Menschen oder 35,32 % der Distriktsbevölkerung), Paharia (38.120 Menschen oder 4,23 % der Distriktsbevölkerung) und Sauria Paharia (10.875 Menschen oder 1,21 % der Distriktsbevölkerung).

### Bevölkerung des Distrikts nach Bekenntnissen
Der Distrikt ist religiös stark durchmischt. Keine Religionsgemeinschaft stellt die absolute Mehrheit.
Auf die Hindus entfallen 45,55 % der gesamten Einwohnerschaft. In fünf von sechs Blocks sind sie die größte Religionsgemeinschaft; in vier Blocks mit absoluter Mehrheit. Im Block Pakur (Pakaur) sind allerdings nur 29,59 % der Bevölkerung Anhänger des Hinduismus.
Das zweite große Bekenntnis ist der Islam. Im Block Pakur (Pakaur) sind die Muslime mit 64,38 % in der Mehrheit. In den beiden Blocks Hiranpur (27,35 %) und Maheshpur (27,06 %) sind die Anhänger des Islams eine starke Minderheit.
Hochburgen der Christen sind die Blocks Litipara (24,66 %) und Amrapara (11,60 %), während die Anhängerschaft der Traditionellen Religionen ihre Hochburg im Block Pakuria (28,49 %) hat. Aber auch in den Blocks Amrapara, Litipara und Maheshpur sind jeweils mehr als zehn Prozent der Einwohnerschaft Anhänger der Traditionellen Religionen. Die genaue religiöse Zusammensetzung der Bevölkerung zeigt folgende Tabelle:
| Jahr                                   | Buddhisten | Buddhisten | Christen | Christen | Hindus  | Hindus | Jainas | Jainas | Muslime | Muslime | Sikhs | Sikhs | Andere Religionen | Andere Religionen | keine Angaben | keine Angaben | Total   | Total    |
| Jahr                                   | Zahl       | %          | Zahl     | %        | Zahl    | %      | Zahl   | %      | Zahl    | %       | Zahl  | %     | Zahl              | %                 | Zahl          | %             | Zahl    | %        |
| -------------------------------------- | ---------- | ---------- | -------- | -------- | ------- | ------ | ------ | ------ | ------- | ------- | ----- | ----- | ----------------- | ----------------- | ------------- | ------------- | ------- | -------- |
| 2011                                   | 283        | 0,03       | 75.865   | 8,43     | 410.127 | 45,55  | 222    | 0,02   | 322.963 | 35,87   | 356   | 0,04  | 88.760            | 9,86              | 1846          | 0,21          | 900.422 | 100,00 % |
| Quelle: Ergebnis der Volkszählung 2011 |            |            |          |          |         |        |        |        |         |         |       |       |                   |                   |               |               |         |          |

## Wirtschaft
Die meisten Einwohner leben von der Landwirtschaft. In dem Distrikt wird zudem Schiefer und Kohle gefördert.